# Alive 2007
Alive 2007 è il secondo album dal vivo del gruppo musicale francese Daft Punk, pubblicato il 20 novembre 2007 dalla Virgin Records.

## Descrizione
Il disco contiene il concerto eseguito presso il Bercy di Parigi il 14 giugno 2007, durante il quale il duo ha proposto mash-up di svariati brani tratti sia dal loro repertorio che appartenenti ad altri artisti.

## Tracce
1. Robot Rock/Oh Yeah – 6:27
2. Touch It/Technologic – 5:29
3. Television Rules the Nation/Crescendolls – 4:50
4. Too Long/Steam Machine – 7:01
5. Around the World/Harder Better Faster Stronger – 5:42
6. Burnin'/Too Long – 7:11
7. Face to Face/Short Circuit – 4:55
8. One More Time/Aerodynamic – 6:10
9. Aerodynamic Beats/Gabrielle, Forget About the World – 3:31
10. Prime Time of Your Life/Brainwasher/Rollin' and Scratchin'/Alive – 10:22
11. Da Funk/Dadftendirekt – 6:36
12. Superheroes/Human After All/Rock'n Roll – 5:41

CD bonus presente nell'edizione speciale
1. Human/Together/One More Time (Reprise)/Music Sounds Better with You – 9:58
2. Harder Better Faster Stronger (Alive 2007) (Bonus Video) – 4:35 – video

## Classifiche
| Classifica (2007/08)           | Posizione massima |
| ------------------------------ | ----------------- |
| Australia                      | 14                |
| Belgio (Fiandre)               | 6                 |
| Belgio (Vallonia)              | 6                 |
| Francia                        | 2                 |
| Italia                         | 98                |
| Paesi Bassi                    | 47                |
| Regno Unito                    | 86                |
| Regno Unito (dance)            | 5                 |
| Stati Uniti                    | 169               |
| Stati Uniti (dance/electronic) | 1                 |
| Svizzera                       | 17                |